# Виноградовка (Тараклійський район)
Виногра́довка (рум. Vinogradovca) — село в Тараклійському районі Молдови, є центром комуни, до якої також відносяться села Кириловка, Мирне та Чумай.
У селі проживають українці (27%), молдовани (27%), росіяни (18%), болгари (15%), гагаузи (10%).